# Liponeura tarnogradskyi
Liponeura tarnogradskyi är en tvåvingeart som beskrevs av Gottlieb Wilhelm Bischoff 1930. Liponeura tarnogradskyi ingår i släktet Liponeura och familjen Blephariceridae. Inga underarter finns listade i Catalogue of Life.